# ヴィシャーカパトナム-シカンダラーバード・ヴァンデ・バーラト急行
ヴィシャーカパトナム-シカンダラーバード・ヴァンデ・バーラト急行（英語: Visakhapatnam–Secunderabad Vande Bharat Express）は、インドの急行列車であるヴァンデ・バーラト急行の1つ。ヴィシャーカパトナムとシカンダラーバードを結ぶ。

## 概要
2023年1月15日に設定され、翌1月16日から本格的な営業運転を開始した、8番目のヴァンデ・バーラト急行。ヴィシャーカパトナムのヴィシャーカパトナム・ジャンクション駅とシカンダラーバードのシカンダラーバード・ジャンクション駅の間、699 kmの距離を8時間30分で走行する。日曜日を除く週6日に1往復が運行しており、使用されている電車の編成は16両編成である。乗車率は運行開始以降好調で、2023年7月時点で121 %を記録している。